# Campeonato de Primera División 1912 de la FAF (Argentina)
El Campeonato de Primera División 1912 de la Federación Argentina de Football, fue el vigésimo segundo torneo de la Primera División del fútbol argentino, y el primero de los tres que organizó esa entidad disidente, no reconocida entonces por la FIFA. Se disputó desde el 14 de julio hasta el 23 de diciembre, simultáneamente con el desarrollo de la Copa Campeonato 1912 de la Asociación Argentina de Football. Participaron ocho equipos, de los cuales tres habían abandonado el mencionado torneo de la Asociación oficial, otros cuatro, pertenecientes a la División Intermedia de la Asociación Argentina, fueron promovidos a Primera División por la Federación, y uno se afilió para disputar el torneo, tras haberse rearmado ese año. Se jugaron dos ruedas por el sistema de todos contra todos.
El campeón fue el Club Atlético Porteño, tras imponerse en el desempate al Club Atlético Independiente, con lo que obtuvo su primer título. 
Fue el primer Torneo de Primera División en el que participó el Club Atlético Independiente. 

## Traspasos, promociones y afiliación
| Equipos fundacionales              |
| ---------------------------------- |
| Gimnasia y Esgrima de Buenos Aires |
| Porteño                            |
| Estudiantes de La Plata            |

| Pos  | Equipos promovidos   |
| ---- | -------------------- |
| Prom | Argentino de Quilmes |
| Prom | Atlanta              |
| Prom | Independiente        |
| Prom | Kimberley            |

| Equipo afiliado    |
| ------------------ |
| Sportiva Argentina |

## Tabla de posiciones final
| Pos | Equipo                  | Pts | PJ | G | E | P  | GF | GC | Dif |
| --- | ----------------------- | --- | -- | - | - | -- | -- | -- | --- |
| 1.º | Independiente           | 20  | 14 | 9 | 2 | 3  | 33 | 12 | 21  |
| 1.º | Porteño                 | 20  | 14 | 8 | 4 | 2  | 24 | 10 | 14  |
| 3.º | Estudiantes (LP)        | 19  | 14 | 8 | 3 | 3  | 23 | 14 | 9   |
| 4.º | Gimnasia y Esgrima (BA) | 18  | 14 | 7 | 4 | 3  | 26 | 18 | 8   |
| 5.º | Argentino de Quilmes    | 17  | 14 | 7 | 3 | 4  | 34 | 27 | 7   |
| 6.º | Atlanta                 | 12  | 14 | 6 | 0 | 8  | 24 | 28 | -4  |
| 7.º | Kimberley               | 6   | 14 | 2 | 2 | 10 | 17 | 48 | -31 |
| 8.º | Sportiva Argentina      | 0   | 14 | 0 | 0 | 14 | 6  | 30 | -24 |

## Resultados
| Partidos                | Partidos  | Partidos                | Partidos     | Partidos         | Partidos |
| Local                   | Resultado | Visitante               | Estadio      | Fecha            |          |
| ----------------------- | --------- | ----------------------- | ------------ | ---------------- | -------- |
| Estudiantes (LP)        | 2 - 1     | Atlanta                 | La Plata     | 14 de julio      |          |
| Gimnasia y Esgrima (BA) | 0 - 2     | Argentino (Q)           | Palermo      | 14 de julio      |          |
| Independiente           | 3 - 0     | Kimberley               | Avellaneda   | 14 de julio      |          |
| Porteño                 | 0 - 0     | Independiente           | Avellaneda   | 21 de julio      |          |
| Estudiantes (LP)        | 1 - 2     | Gimnasia y Esgrima (BA) | La Plata     | 21 de julio      |          |
| Sportiva Argentina      | 1 - 4     | Atlanta                 | Palermo      | 21 de julio      |          |
| Kimberley               | 1 - 3     | Argentino (Q)           | Quilmes      | 21 de julio      |          |
| Argentino (Q)           | 1 - 3     | Independiente           | La Plata     | 28 de julio      |          |
| Porteño                 | 0 - 1     | Atlanta                 | Avellaneda   | 28 de julio      |          |
| Sportiva Argentina      | 0 - 2     | Estudiantes (LP)        | Palermo      | 28 de julio      |          |
| Gimnasia y Esgrima      | 2 - 2     | Kimberley               | Palermo      | 28 de julio      |          |
| Estudiantes             | 1 - 1     | Porteño                 | La Plata     | 4 de agosto      |          |
| Independiente           | 3 - 1     | Gimnasia y Esgrima      | Avellaneda   | 4 de agosto      |          |
| Kimberley               | 0 - 6     | Atlanta                 | Palermo      | 4 de agosto      |          |
| Sportiva Argentina      | 1 - 5     | Argentino (Q)           | Palermo      | 4 de agosto      |          |
| Atlanta                 | 1 - 0     | Independiente           | Palermo      | 15 de agosto     |          |
| Estudiantes (LP)        | 2 - 2     | Argentino (Q)           | La Plata     | 15 de agosto     |          |
| Gimnasia y Esgrima (BA) | –         | Sportiva Argentina      | Palermo      | 15 de agosto     |          |
| Porteño                 | 4 - 2     | Kimberley               | Avellaneda   | 15 de agosto     |          |
| Porteño                 | 6 - 1     | Argentino (Q)           | Avellaneda   | 18 de agosto     |          |
| Sportiva Argentina      | 1 - 4     | Independiente           | Palermo      | 18 de agosto     |          |
| Gimnasia y Esgrima (BA) | 1 - 1     | Porteño                 | Palermo      | 25 de agosto     |          |
| Kimberley               | 5 - 0     | Sportiva Argentina      | Palermo      | 25 de agosto     |          |
| Argentino (Q)           | 4 - 0     | Atlanta                 | Quilmes      | 25 de agosto     |          |
| Independiente           | 0 - 1     | Estudiantes (LP)        | Avellaneda   | 25 de agosto     |          |
| Atlanta                 | 1 - 2     | Estudiantes (LP)        | Palermo      | 30 de agosto     |          |
| Argentino (Q)           | 2 - 2     | Gimnasia y Esgrima (BA) | Quilmes      | 30 de agosto     |          |
| Kimberley               | 1 - 7     | Independiente           | Avellaneda   | 30 de agosto     |          |
| Sportiva Argentina      | –         | Porteño                 | Palermo      | 30 de agosto     |          |
| Gimnasia y Esgrima (BA) | 1 - 0     | Estudiantes (LP)        | Palermo      | 29 de septiembre |          |
| Independiente           | 1 - 0     | Porteño                 | Avellaneda   | 29 de septiembre |          |
| Atlanta                 | 2 - 0     | Sportiva Argentina      | Palermo      | 29 de septiembre |          |
| Argentino (Q)           | —         | Kimberley               | Quilmes      | 29 de septiembre |          |
| Atlanta                 | 1 - 5     | Porteño                 | P. Chacabuco | 6 de octubre     |          |
| Estudiantes (LP)        | 3 - 1     | Sportiva Argentina      | La Plata     | 6 de octubre     |          |
| Kimberley               | 0 - 5     | Gimnasia y Esgrima (BA) | Palermo      | 6 de octubre     |          |
| Estudiantes (LP)        | 3 - 1     | Kimberley               | La Plata     | 13 de octubre    |          |
| Gimnasia y Esgrima (BA) | 4 - 1     | Atlanta                 | Palermo      | 13 de octubre    |          |
| Argentino (Q)           | –         | Sportiva Argentina      | Quilmes      | 13 de octubre    |          |
| Atlanta                 | 4 - 3     | Kimberley               | P. Chacabuco | 20 de octubre    |          |
| Argentino (Q)           | 2 - 2     | Porteño                 | Quilmes      | 27 de octubre    |          |
| Independiente           | 4 - 1     | Atlanta                 | Avellaneda   | 27 de octubre    |          |
| Kimberley               | 1 - 1     | Estudiantes (LP)        | Palermo      | 27 de octubre    |          |
| Porteño                 | 1 - 0     | Estudiantes (LP)        | Palermo      | 1 de noviembre   |          |
| Atlanta                 | 1 - 3     | Argentino (Q)           | P. Chacabuco | 1 de noviembre   |          |
| Sportiva Argentina      | –         | Kimberley               | Palermo      | 1 de noviembre   |          |
| Gimnasia y Esgrima (BA) | 3 - 3     | Independiente           | Palermo      | 1 de noviembre   |          |
| Atlanta                 | –         | Gimnasia y Esgrima (BA) | P. Chacabuco | 3 de noviembre   |          |
| Kimberley               | 0 - 3     | Porteño                 | Palermo      | 10 de noviembre  |          |
| Estudiantes (LP)        | 2 - 0     | Independiente           | La Plata     | 17 de noviembre  |          |
| Porteño                 | 1 - 0     | Gimnasia y Esgrima (BA) | Avellaneda   | 17 de noviembre  |          |
| Argentino (Q)           | 2 - 3     | Estudiantes (LP)        | Quilmes      | 1 de diciembre   |          |
| Independiente           | 5 - 0     | Argentino (Q)           | Avellaneda   | 8 de diciembre   |          |

## Partidos de desempate
De acuerdo con el reglamento del torneo, Independiente se había consagrado campeón por goal average, pero como en la última fecha goleó por 5 a 0 a Argentino de Quilmes, que presentó un equipo disminuido, le ofreció a Porteño jugar el desempate para evitar las críticas y legitimar la conquista.
| Primer partido | Primer partido | Primer partido | Primer partido | Primer partido  | Primer partido |
| Equipo 1       | Resultado      | Equipo 2       | Estadio        | Fecha           |                |
| -------------- | -------------- | -------------- | -------------- | --------------- | -------------- |
| Independiente  | 1 - 1          | Porteño        | GEBA           | 22 de diciembre |                |

El partido fue terminado a los 87' por abandono del terreno de juego por parte de los jugadores de Independiente, que reclamaban un supuesto gol no concedido, tras la expulsión de tres de ellos. Por ese motivo, se programó un nuevo encuentro para el día siguiente, al que Independiente no se presentó. Días después, Porteño renunció a su derecho al título, pero la Federación, además de confirmarlo como campeón, felicitó al árbitro del partido y sancionó duramente a los tres jugadores de Independiente expulsados: Idiarte, Colla y Sande.
| Segundo partido | Segundo partido | Segundo partido | Segundo partido | Segundo partido | Segundo partido |
| Equipo 1        | Resultado       | Equipo 2        | Estadio         | Fecha           |                 |
| --------------- | --------------- | --------------- | --------------- | --------------- | --------------- |
| Porteño         | GP/PP           | Independiente   | GEBA            | 23 de diciembre |                 |

## Goleadores
| Jugador              | Jugador       | Goles | Equipo        |
| -------------------- | ------------- | ----- | ------------- |
| Bandera de Argentina | Enrique Colla | 12    | Independiente |